# ドハティ島

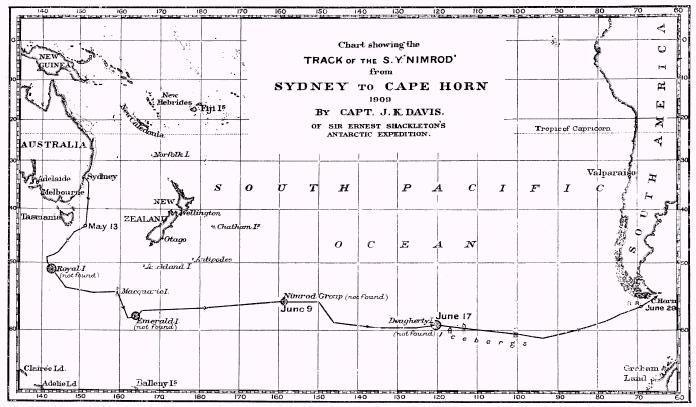
1909年の「ニムルド」によるドハティ島などの探索の記録

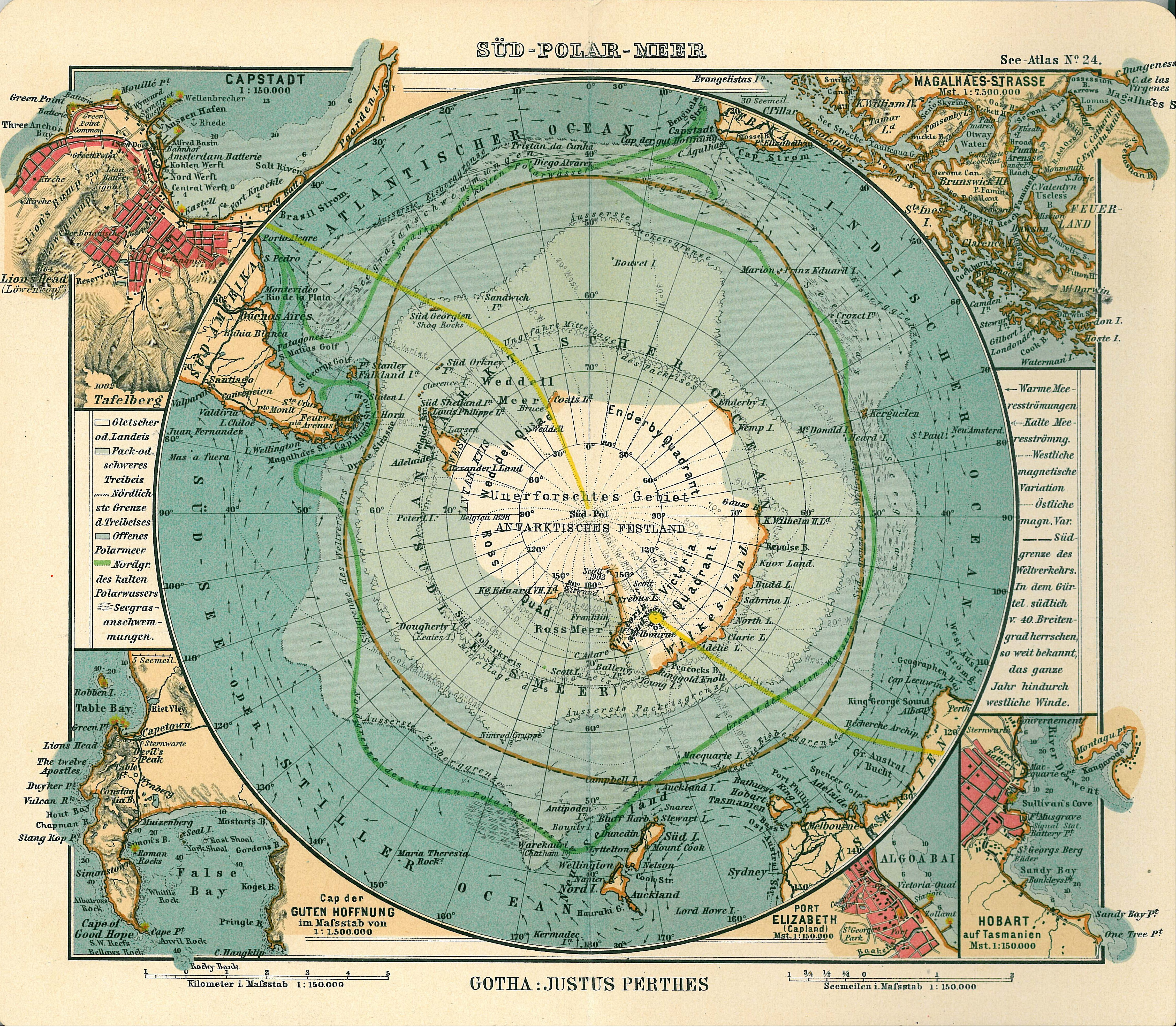
1906年にドイツのユストゥス・ペルテス社が出版した地図。 ドハティ島が記載されている。

ドハティ島（Dougherty Island）は、太平洋の南部、ホーン岬とニュージーランドの中間あたりにあるとされた疑存島。
イギリスの捕鯨船「ジェームズ・スチュアート（James Stewart）」の船長ドハティ（Dougherty）が1841年に南緯59度20分 西経120度20分 / 南緯59.333度 西経120.333度で発見。島の名前は彼に由来する。ドハティは島について長さ5から6マイルで雪に覆われ、北東には断崖があったとしている。その後、同じような位置で同じような島がたびたび目撃されている。1860年には「ルイーズ（Louise）」のキーテス（Keates）船長が南緯59度20分 西経120度18分 / 南緯59.333度 西経120.300度で、1886年には「Cingalese」のStannard船長が南緯59度21分 西経119度7分 / 南緯59.350度 西経119.117度で島を目撃している。
しかし、19世紀後半から20世紀前半にかけての探検で島の存在は否定された。1904年のロバート・スコットや1909年の「ニムロド（Nimrod）」のジョン・キング・デイビス（John King Davis）船長の探索などでも島は発見されなかった。デイビスは、ドハティなどは霧か氷山を誤認したのだろうとするのが最も考えられる可能性ではないかとしている。
島は少なくとも1934年までは地図に載り続けた。